# Ninfeo de Mileto
El Ninfeo de Mileto era un antiguo ninfeo dedicado a las ninfas de Mileto, en Asia Menor, en la actual Turquía.

## Historia
Según una inscripción latina en el ninfeo, fue construido por Marco Ulpio Trajano. Era el padre del emperador Trajano y fue procónsul de la provincia de Asia bajo el gobierno del emperador Tito. Sin embargo, la inscripción no se realizó hasta la época de Trajano. El propio Trajano visitó Mileto en 114 d. C., y a veces se ha mencionado que fue el promotor de su construcción.  Otra inscripción, en griego, afirma que siguió decorándose durante el reinado del emperador Gordiano III en 241-244.

## Descripción
Estaba situado en el lado oriental del ágora central de Mileto, frente al buleuterio, entre el gimnasio de Eudemo, al norte, y el Ágora sur. La anchura del ninfeo era de unos 20,3 m. El edificio trasero tenía tres pisos e imitaba la pared trasera de un teatro romano (scaenae frons). Cada planta tenía a su vez cuatro o cinco nichos y un edículo, una pequeña cámara de escultura parecida a un templo, con un edículo sobre cada nicho y un nicho sobre el edículo. Cada nicho y edículo contenía una estatua de un dios u otra figura. Se cree que el número total de estatuas era de 27. Entre las esculturas había al menos de Zeus, Hera, Atenea, Leto, Artemisa, Apolo y Dioniso.
El ninfeo tenía una estanque delante, de unos 16,2 × 6,4 m, y otro más pequeña detrás, de la que se extraía agua para llenar recipientes. El agua fluía hacia el estanque desde nueve bocas. Los laterales del estanque estaban flanqueados por construcciones adosadas de dos pisos que sobresalían del muro posterior, lo que daba al edificio forma de U. Las construcciones adosadas no tenían columnas. Las construcciones laterales solo tenían columnas, sin muro trasero.
Se ha conservado una parte sustancial de la parte inferior del ninfeo, y muchas de sus piedras de construcción siguen en su lugar. Hay esculturas del edificio en Estambul y en el Museo de Pérgamo de Berlín.